# کونستانتینوس گالانیدیس
کونستانتینوس گالانیدیس (انگلیسی: Konstantinos Galanidis؛ زادهٔ ۱ سپتامبر ۱۹۹۰) بازیکن واترپلو اهل یونان است.